# Чмыревка (Киевская область)
Чмыревка (укр. Чмирівка) — село, входит в Белоцерковский район Киевской области Украины.
Население по переписи 2001 года составляло 308 человек. Телефонный код — 4563.

## Местный совет
09150, Киевская обл., Белоцерковский р-н, с. Фурсы, ул. Советская, 48